# NGC 4926B
NGC 4926B (другие обозначения — DRCG 27-48, PGC 83758) — линзообразная галактика (SB0) в созвездии Волосы Вероники.
Этот объект не входит в число перечисленных в оригинальной редакции «Нового общего каталога» и был добавлен позднее.